# Кордильера-де-Мерида
Кордилье́ра-де-Ме́рида (исп. Cordillera de Mérida) — горный хребет в Андах, в Венесуэле. Является северо-восточной ветвью Восточной Кордильеры Колумбии.
Хребет протягивается с северо-востока на юго-запад на 460 км. Высшая точка — пик Боливар (4981 м). Сложен в осевой зоне гранитами и гнейсами, по периферии — песчаниками и глинистыми сланцами докембрийского и палеозойского возраста. Глубоко расчленён ущельями рек. В центральной части характерны альпийские формы рельефа.
Северные наветренные склоны хребта покрыты горной гилеей, более сухие южные и внутренние долины — ксерофитными кустарниками и смешанными лесами; выше 3200 м — высокогорные луга парамос, с 4650—4750 м — небольшие ледники общей площадью 2,7 км². Территория хребта входит в состав национального парка Сьерра-Невада.